# Nationale Arbeiderspartij
De Nationale Arbeiderspartij (Tsjechisch: Národní strana práce, NSP) was een politieke partij ten tijde van de Tweede Tsjecho-Slowaakse Republiek. De partij bestond slechts kortstondig (1938-1939) en ontstond na een fusie van de Tsjecho-Slowaakse Sociaaldemocratische Partij (ČSSD) en de linkervleugel van de Tsjecho-Slowaakse Nationale Sociale Partij (ČSNS).
De partij werd geleid door Antonín Hampl (voorzitter), Jaromír Nečas (vicevoorzitter) en Bohumil Laušman (eerste secretaris) en was naast de rechtse regeringspartij Partij van de Nationale Eenheid (Strana národní jednoty, SNJ), de enige toegelaten partij van het land. De inval van de Duitsers en de instelling van het Protectoraat Bohemen en Moravië in maart 1939 maakte een einde aan de NSP.

## Zetelverdeling
| Kamer van Afgevaardigden |
| 38 / 300                 |
| Senaat                   |
| 19 / 150                 |